# Mise OSN v Konžské demokratické republice

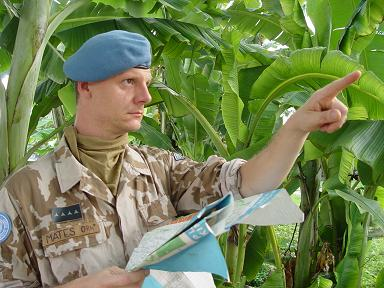
Vojenský pozorovatel OSN, příslušník AČR

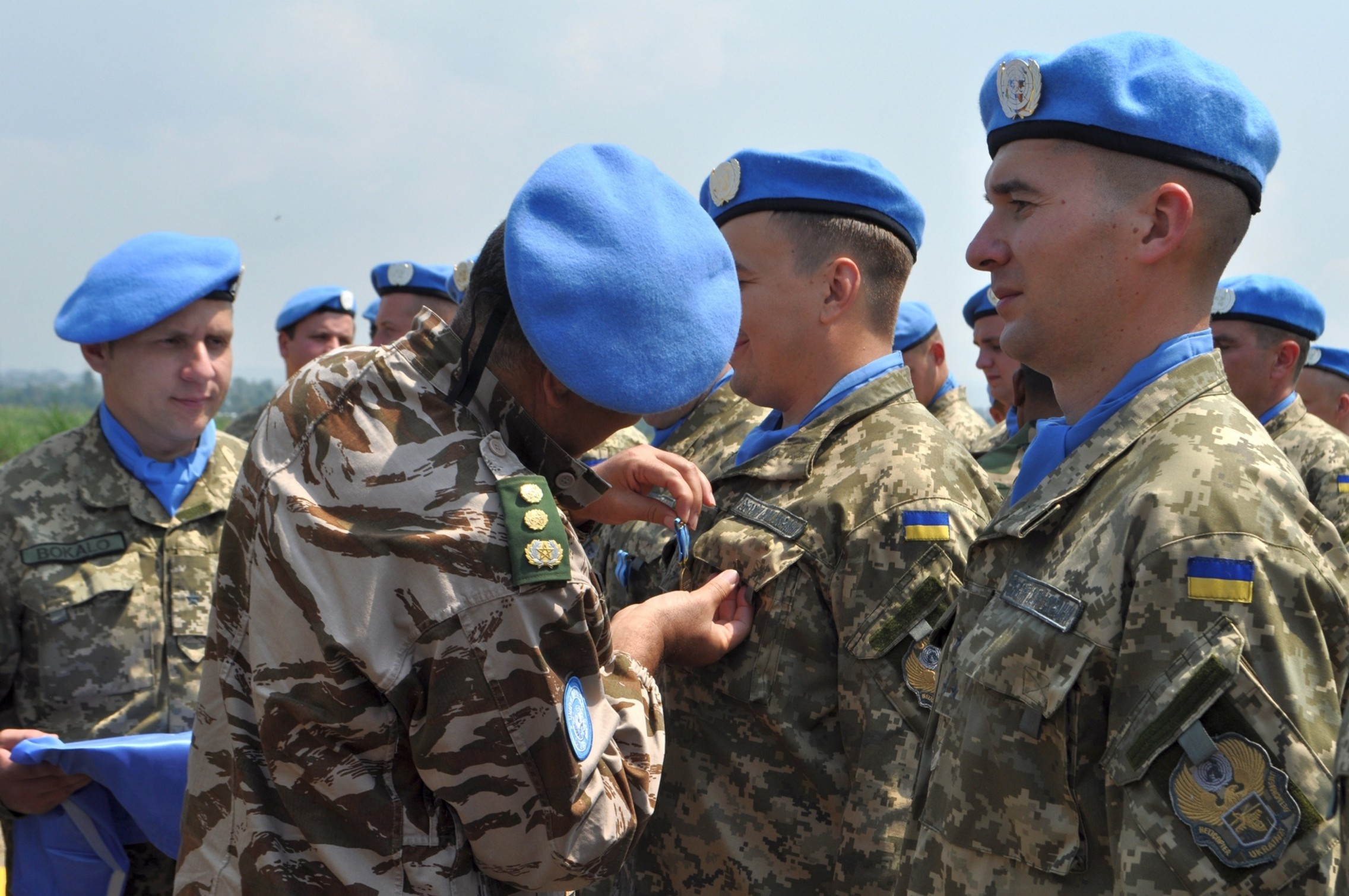
Letiště ve městě Bunia, provincie Ituri: vyznamenání ukrajinských příslušníků mise OSN (rok 2015)

Mise OSN v Konžské demokratické republice, MONUC (2000–2010/2011) a MONUSCO (od 2010/2011) (Mission de l'Organisation des Nations unies en république démocratique du Congo, Mission de l'Organisation des Nations Unies pour la stabilisation en République démocratique du Congo) je mírová operace (mise) OSN ustanovená Radou bezpečnosti OSN v Konžské demokratické republice (do roku 2018 v češtině označované Demokratická republika Kongo) ke dni 30. listopadu 1999. Cílem mise je podpořit implementaci dohod o ukončení palby podepsaných v červenci téhož roku v Lusace zástupci Demokratické republiky Kongo a pěti dalších afrických států. Jedná se o mírovou operaci OSN podle Kapitoly VII Charty OSN.
Mandát operace je průběžně doplňován podle vývoje aktuální bezpečnostní situace v místě působení. K základním úkolům MONUCu patřil dohled nad dodržováním příměří mezi místními znepřátelenými skupinami povstalců a vládními vojsky. MONUC vykonává funkci určitého prostředníka při vzájemných jednáních a pomáhá při demilitarizaci a repatriaci vojáků ostatních států působících na území Konžské demokratické republiky. K novým úkolům patří podpora a pomoc při vytváření nových bezpečnostních složek státu. MONUC se dále podílí na realizaci nejrůznějších projektů humanitárního charakteru.
V letech 2000 a 2004 došlo k výraznému posílení mandátu a navýšení počtu příslušníků MONUC; v současné době se jedná o jednu z nejrozsáhlejších mírových operací v rámci OSN.